# St. Petersburg Times (Russland)
St. Petersburg Times war eine englischsprachige Zeitung in Sankt Petersburg, die von 1993 bis 2014 einmal wöchentlich mittwochs erschien. Sie wurde kostenlos in Cafés, Restaurants und Hotels an die Leserschaft verteilt.
Die Zeitung richtete sich vorwiegend an Ausländer, die in Petersburg arbeiteten und an Petersburger mit Interesse an der Englischen Sprache. Aber auch Touristen waren eine Zielgruppe. Sie berichtete sowohl über lokale Geschehnisse als auch über Internationale Politik und Wirtschaft. Die Zeitung erschien das erste Mal im Mai 1993 und gehörte wie die Schwesterzeitung Moscow Times seit 2005 zur Sanoma Independent Media. Am 24. Dezember 2014 erschien die letzte Ausgabe der Zeitung. Zuvor hatte Simon Patterson, Redakteur der Zeitung, deren Einstellung mit der schwierigen wirtschaftlichen Situation begründet. Die Website wurde bis März 2015 weiterbetrieben und ist seitdem im Besitz der Moscow Times.

## Nachweise
1. ↑  St. Pete's main English-language newspaper suspends operation, rbth.com,  22. Dez. 2014